# Maltosa epimerasa
La maltosa epimerasa (EC 5.1.3.21) es una enzima bacteriana que cataliza la siguiente reacción química
Por lo tanto esta enzima tiene un sustrato, la alfa-maltosa, y un producto, la beta-maltosa.
Esta enzima pertenece a la familia de las isomerasas, más concretamente a la familia de las racemasas y epimerasas que actúan sobre carbohidratos y derivados. El nombre sistemático de esta enzima es maltosa 1-epimerasa.